# Elżbieta Firlej
Elżbieta Firlej (ur. 1609, zm. po 1655) – polska szlachcianka herbu Lewart z Dąbrowicy.

## Życiorys
Była córką wojewody sandomierskiego Mikołaja Firleja. 
Cztery razy zawierała związki małżeńskie. Pierwszy raz wyszła za mąż za podczaszego litewskiego Krzysztofa Sapiehę (I voto Sapieżyna). Po jego śmierci za Andrzeja Rysińskiego (II voto Rysińska). Po raz trzeci w 1642 roku wyszła za mąż za podwójnego już wdowca wojewodę sandomierskiego Krzysztofa Ossolińskiego, (III voto Ossolińska). Po jego śmierci w roku 1645, poślubiła następnie marszałka wielkiego koronnego Łukasza Opalińskiego (IV voto Opalińska). A po jego śmierci, w 1655 roku scedowała Leżajsk, który odziedziczyła po mężu, na swojego zięcia Andrzeja Potockiego.